# Polynema brevicarinae
Polynema brevicarinae är en stekelart som beskrevs av Annecke och Doutt 1961. Polynema brevicarinae ingår i släktet Polynema och familjen dvärgsteklar. Inga underarter finns listade i Catalogue of Life.